# JT LeRoy
Jeremiah "Terminator" LeRoy é o pseudônimo usado pela autora norte-americana Laura Albert.
"LeRoy"  teria supostamente nascido em 31 de Outubro de 1980 na Virginia e sofrido vários abusos durante a infância e adolescência. Baseado nisso, seus livros seriam autobiográficos
Mas uma notícia divulgada em outubro de 2005 plantou o boato em que J.T. LeRoy era uma farsa criada pela frustrada escritora Laura Albert com o objetivo de alcançar o sucesso.
Em janeiro de 2006  o Jornal  The New York Times revelou que a pessoa que se apresentava como sendo LeRoy é na verdade uma atriz e modelo e se chama Savannah Knoop.
Savananh é meia-irmã de Geoffrey Knoop, marido de Laura Albert, que a criaram em São Francisco.
Geoffrey Knoop confirmou em entrevista recente que LeRoy é mesmo um personagem e Laura Albert é a verdadeira autora dos livros.

## Trabalhos

### Do autor
- Sarah (1999) publicado no Brasil em Julho de 2005

Uma história sobre prostituição e abuso sexual infantil contada por Cherry Vanilla, um garoto de 12 anos cujo maior sonho é se tornar uma menina famosa.
- Maldito coração " (1999)

Titulo original: "The Heart is Deceitful Above All Things"
Uma coleção de contos sobre a infância do menino Jeremiah e sua relação com a mãe: uma prostituta de baixo meretrício, nesse trabalho nota-se o uso de temas recorrentes no trabalho de LeRoy como drogas, abuso sexual infantil e violência.
- Harold's End (2005):
- Sem tradução Brasileira*

Uma novela contada em primeira pessoa por um jovem viciado em  heroína.  Fala de sua amizade com "Larry", um senhor excentrico. O livro é ilustrado pelo artista Australiano Cherry Hood.
O personagem principal do livro é freqüentemente chamado de "Oliver" para fazer uma referência com o personagem de  Cherry Hood. Mas, em momento algum seu nome é mencionado no livro. Um artificio muito usado por LeRoy. Como se pode conferir em Sarah.')
- Labour (2007) :
- Sem tradução Brasileira*

Um garotinho vive com sua mãe grávida e o marido inútil dela em um trailler minúsculo. Quando o bebê nasce, o garotinho recebe a responsabilidade de cuidar da criança, inspirado no  livro "12 trabalhos de Hércules.
O livro também conta com ilustrações do artista Australiano Cherry Hood.

### Em antologias
O trabalho de LeRoy pode ser conferido em algumas antologias como:
- The Best American series Nonrequired Reading (2003)
- Lit Riffs, publicada pela MTV
- XXX: 30 Porn-Star Portraits
- Beauty's Nothing
- The Fourth Sex: Adolescent Extremes

(Nenhuma publicada no Brasil)

### Variados
LeRoy também é citado como editor de revistas especializadas em música e escreveu alguns prefácios em livros e biografias de músicos como as de
- Billy Corgan
- Liz Phair
- Conor Oberst
- Ash
- Bryan Adams
- Nancy Sinatra
- Courtney Love

### Cinema
O roteiro original do filme Elephant (2003) do diretor  Gus Van Sant  é creditado a LeRoy. Van Sant estava começando a fazer o filme Gerry, quando decidiu investir em Elephant. LeRoy também é citado como um dos produtores associados do filme.
LeRoy trabalhou como produtor associado na adaptação cinematográfica  de seu livro Maldito coração em 2004, dirigido e estrelado porAsia Argento. O filme foi lançado no Brasil em 2006.
A produtora Antidote Films, Jeff Levy-Hinte de (Aos treze, anunciaram planos para a adaptação cinematográfica de  Sarah.  O filme seria dirigido por Steven Shainberg (de A secretária).
JT LeRoy está contribuindo com o roteiro de House of Boys, uma história de amor passada em 1984 durante o movimento new wave em Amsterdã.  Layke Anderson, Deborah Harry, Stephen Fry, Francisco Bosch e Udo Kier são cogitados para o elenco. O filme será dirigido por Jean-Claude Schlim e produzido pela "Delux Productions" (Garota com brinco de pérola).